# Sydney Samuel Hough
Sydney Samuel Hough (11 juin 1870, Stoke Newington - 8 juillet 1923, Gerrards Cross, Buckinghamshire) est un mathématicien appliqué et astronome britannique ,.

## Biographie
Hough étudie au Christ's Hospital puis obtient une bourse pour Cambridge. Il est diplômé en 1892 un BA et en 1896 un MA du St John's College de Cambridge et y est Fellow de 1895 à 1901. Il est maître assistant au Winchester College en 1894.
À l'Observatoire royal du cap de Bonne-Espérance, il est de 1898 à 1907 l'assistant en chef de David Gill et, à la retraite de Gill en 1906, le directeur de 1907 à 1923. Lorsqu'il rejoint Gill pour la première fois, Hough est exceptionnel en mathématiques appliquées mais a peu d'expérience en astronomie pratique - cependant, Hough apprend rapidement de Gill et fournit une aide précieuse. Hough se concentre sur l'achèvement du programme de Gill et compile cinq des douze volumes de la partie sud-africaine de la Carte du Ciel. Hough mesure avec une grande précision les positions de plus de 20 000 étoiles .
Hough est élu en 1899 membre de la Société royale d'Afrique du Sud et en 1902 membre de la Royal Society. En 1908, il devient le premier président de la Royal Society of South Africa. Ses travaux mathématiques portent principalement sur la théorie des marées .